# Lương Trung Tuấn
Lương Trung Tuấn (sinh năm 1977) là một cựu cầu thủ bóng đá người Việt Nam. Anh là cầu thủ Việt Nam đầu tiên chơi cho một câu lạc bộ của Thái Lan - Thai Port.
Ở cấp độ quốc tế, anh là cầu thủ đội tuyển quốc gia Việt Nam giai đoạn 2001–2002 và từng tham dự Cúp Tiger 2002.

## Gia đình
Lương Trung Tuấn là con trai của Lương Trung Minh - cầu thủ bóng đá có tiếng trước năm 1975.

## Danh hiệu
Hoàng Anh Gia Lai
- V.League 1: 2003

Becamex Bình Dương
- V.League 1: 2007, 2008
- Siêu cúp quốc gia: 2007, 2008